# Irvington (Kentucky)
Irvington és una població dels Estats Units a l'estat de Kentucky. Segons el cens del 2000 tenia 1.257 habitants.

## Demografia
Segons el cens del 2000, Irvington tenia 1.257 habitants, 512 habitatges, i 345 famílies. La densitat de població era de 449,4 habitants/km².
Dels 512 habitatges en un 33,8% hi vivien nens de menys de 18 anys, en un 44,7% hi vivien parelles casades, en un 18,6% dones solteres, i en un 32,6% no eren unitats familiars. En el 29,5% dels habitatges hi vivien persones soles el 15,2% de les quals corresponia a persones de 65 anys o més que vivien soles. El nombre mitjà de persones vivint en cada habitatge era de 2,46 i el nombre mitjà de persones que vivien en cada família era de 3,01.
Per edats la població es repartia de la següent manera: un 29,2% tenia menys de 18 anys, un 7,6% entre 18 i 24, un 25,9% entre 25 i 44, un 20,5% de 45 a 60 i un 16,7% 65 anys o més.
L'edat mediana era de 36 anys. Per cada 100 dones de 18 o més anys hi havia 82 homes.
La renda mediana per habitatge era de 27.105 $ i la renda mediana per família de 32.500 $. Els homes tenien una renda mediana de 29.375 $ mentre que les dones 23.214 $. La renda per capita de la població era de 15.269 $. Entorn del 18,1% de les famílies i el 21,3% de la població estaven per davall del llindar de pobresa.

## Poblacions més properes
El següent diagrama mostra les poblacions més properes.